# Ophioscion scierus
Ophioscion scierus är en fiskart som först beskrevs av Jordan och Gilbert, 1884.  Ophioscion scierus ingår i släktet Ophioscion och familjen havsgösfiskar. IUCN kategoriserar arten globalt som livskraftig. Inga underarter finns listade i Catalogue of Life.